# Taricha granulosa
Taricha granulosa é uma espécie de anfíbio caudado pertencente à família Salamandridae. Pode ser encontrada no Canadá e nos Estados Unidos.

## Toxicidade

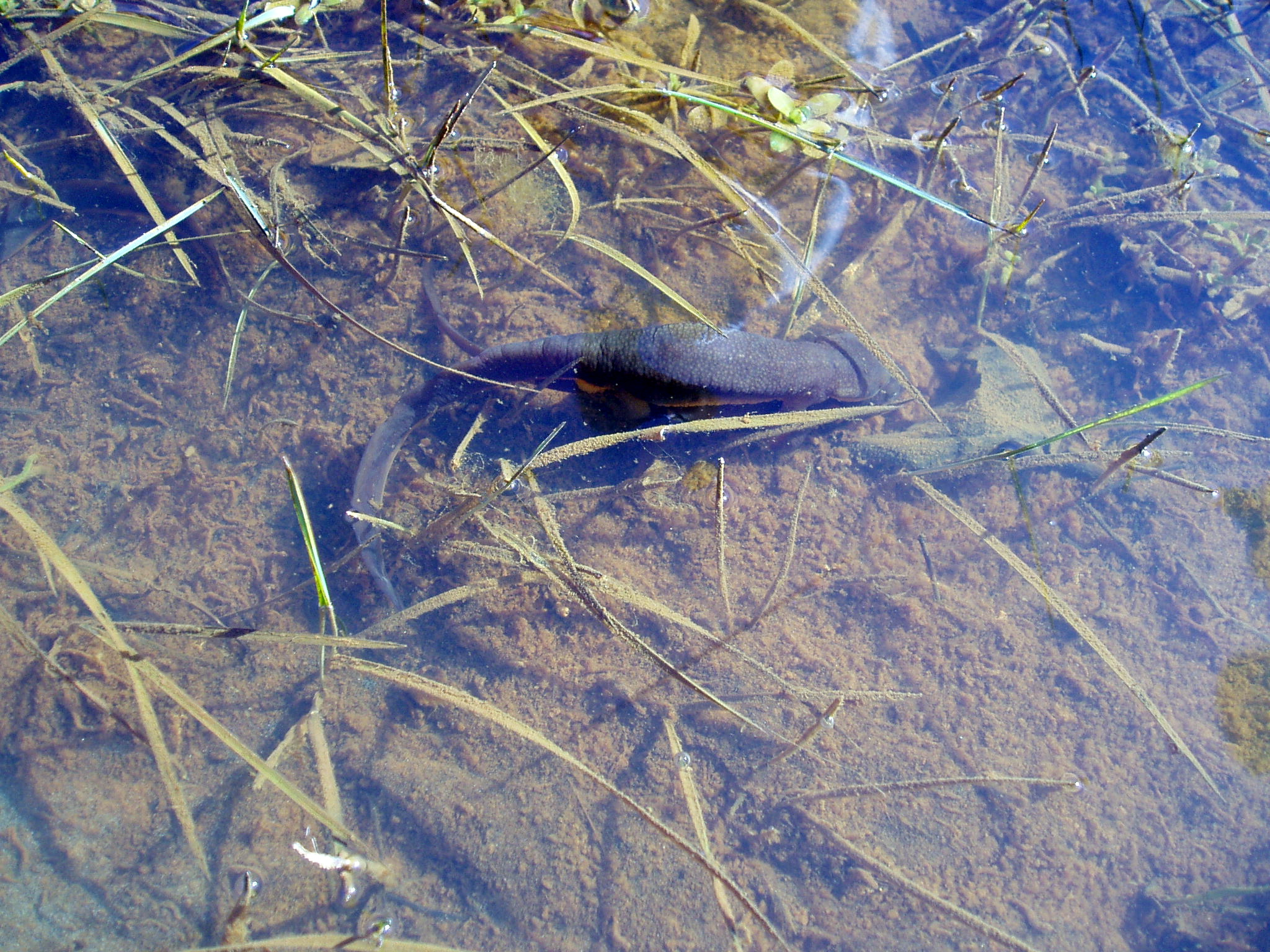
Ilustração.

Muitos tritões produzem toxinas para repelir predadores, mas a toxicidade do género Taricha é particularmente potente. A quantidade de toxina produzida por um adulto é capaz de matar vários seres humanos.